# Danaea inaequilatera
Danaea inaequilatera är en kärlväxtart som beskrevs av A. Rojas. Danaea inaequilatera ingår i släktet Danaea, och familjen Marattiaceae. Inga underarter finns listade i Catalogue of Life.